# Brigade des pompiers de l'air
 (mars 2022).
L'article doit être relu — et modifié si nécessaire — par des contributeurs indépendants pour apporter un regard critique aux contributions effectuées en violation des conditions d'utilisation de Wikipédia, tant sur la forme (notamment concernant le style encyclopédique, la proportionnalité) que sur le fond (la neutralité de point de vue, la qualité et l'indépendance des sources).
La brigade des pompiers de l'air (BPA) est une unité militaire de l’Armée de l’air et de l’espace française. Placée sous l’autorité du Commandement territorial de l'armée de l'air et de l'espace, elle regroupe 28 unités opérationnelles composées de 1 500 militaires.

## Description

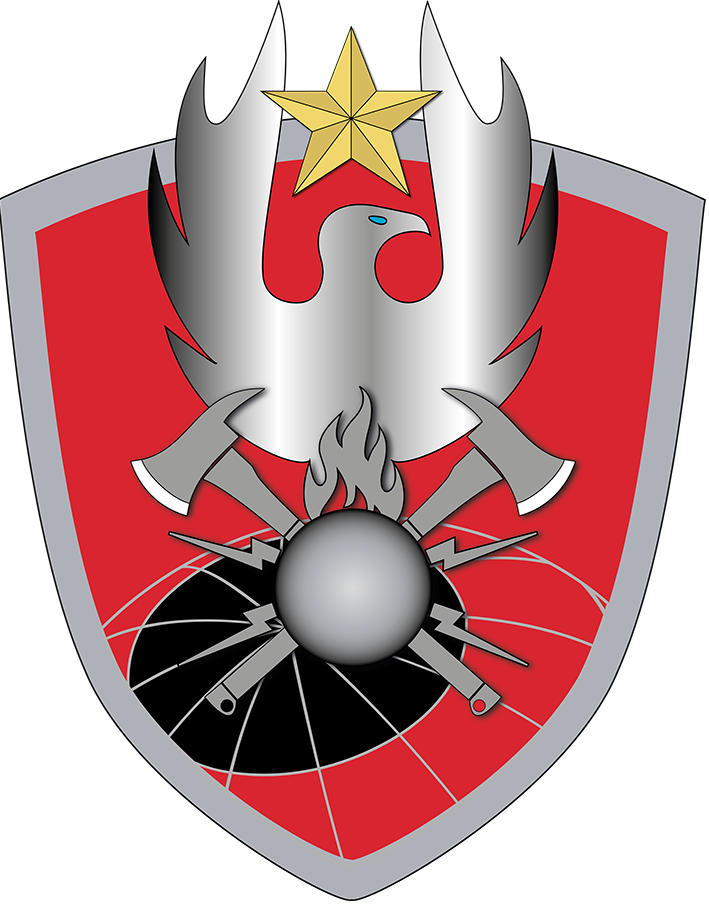
Insigne de la BPA

Elle regroupe l’ensemble des militaires spécialistes qui assurent les missions de sécurité incendie et secours aéronautiques, de protection des installations aéroportuaire, le secours à personne, la sécurité nucléaire, la défense contre la menace NRBC, ou la mission Nedex de l’Armée de l’air et de l’espace. Ses unités sont réparties sur l’ensemble du territoire national, au sein des bases aériennes françaises (ou de certains détachements air) ainsi qu'à l'étranger.
La Brigade des pompiers de l'air (BPA) est l'une des deux brigades du commandement territorial de l'armée de l'air et de l'espace (CTAAE), son état major est situé sur la base aérienne 120 de Cazaux.

## Attributions
Cette brigade assure un commandement organique sur les Escadrons de sécurité incendie et de sauvetage (ESIS), les Groupes d'Intervention Nedex (GrIN), le 1er escadron spécialisé des pompiers de l'air (ESPA) (unité d'intervention sécurité incendie et NRBC) et le Centre de formation des techniciens de la sécurité de l'armée de l'Air et de l’Espace (CFTSAAE) situé sur la base aérienne 120 de Cazaux. Le CFTSAAE forme l'ensemble des pompiers de l'air, dispense des formations dans le domaine du secours aéronautique, de l'incendie, de la sécurité nucléaire, du NRBC et réalise l’aguerrissement avant projection en opération.

## Insigne
L'insigne de la BPA représente les 3 métiers de la brigade : la sécurité incendie, la défense NRBC et la sécurité nucléaire, et l'intervention NEDEX.

### Homologation
L'insigne a été homologué par le ministre des armées le 10 juin 2021 sous le n° A1536.

### Héraldique
« Écu de gueules liseré d'argent à une aigle éployée allumée d'azur et dépassée au chef du premier métal sommant une calotte terrestre du premier émail au pôle de sable, deux haches d'argent posées en sautoir et une grenade traversée de deux foudres brochant le tout, une étole dépassée d'or brochant au chef ».

## Commandants
- général de brigade aérienne Olivier Fabre (2021-2022)[8] ;
- général de brigade aérienne Hugues de Crevoisier d'Hurbache (2022-2025)[9];
- général de brigade aérienne Vincent Jobic (depuis août 2025)[10].